# 1201 North Market Street
Le 1201 North Market Street appelé aussi The Chase Centre est un gratte-ciel de bureaux de 101 mètres de hauteur (hauteur du toit) construit à Wilmington (Delaware) dans le Delaware en 1988
Le bâtiment a été conçu par l'agence d'architecture SOM.
En 2024 c'est le plus haut immeuble de Wilmington et du Delaware et le seul gratte-ciel de Wilmington